# Como (Carolina del Nord)
Como és una població dels Estats Units a l'estat de Carolina del Nord. Segons el cens del 2000 tenia 78 habitants.

## Demografia
Segons el cens del 2000, Como tenia 78 habitants, 35 habitatges i 22 famílies. La densitat de població era de 9 habitants per km².
Dels 35 habitatges en un 20% hi vivien nens de menys de 18 anys, en un 57,1% hi vivien parelles casades, en un 8,6% dones solteres, i en un 34,3% no eren unitats familiars. En el 31,4% dels habitatges hi vivien persones soles el 20% de les quals corresponia a persones de 65 anys o més que vivien soles. El nombre mitjà de persones vivint en cada habitatge era de 2,23 i el nombre mitjà de persones que vivien en cada família era de 2,78.
Per edats la població es repartia de la següent manera: un 17,9% tenia menys de 18 anys, un 5,1% entre 18 i 24, un 20,5% entre 25 i 44, un 38,5% de 45 a 60 i un 17,9% 65 anys o més.
L'edat mediana era de 46 anys. Per cada 100 dones de 18 o més anys hi havia 88,2 homes.
La renda mediana per habitatge era de 31.250 $ i la renda mediana per família de 45.417 $. Els homes tenien una renda mediana de 26.250 $ mentre que les dones 18.750 $. La renda per capita de la població era de 15.769 $. Cap de les famílies i el 3,5% de la població estaven per davall del llindar de pobresa.

## Poblacions més properes
El següent diagrama mostra les poblacions més properes.